# Ермаков, Александр Семёнович
Александр Семёнович Ермаков (1921-1945) — лейтенант Рабоче-крестьянской Красной Армии, участник Великой Отечественной войны, Герой Советского Союза (1945).

## Биография
Александр Ермаков родился 22 мая 1921 года на станции «Клюквенная» (ныне — в черте города Уяр Красноярского края). Окончил семь классов школы. В марте 1940 года Ермаков был призван на службу в Рабоче-крестьянскую Красную Армию. В 1942 году окончил Чкаловскую военную авиационную школу пилотов. С ноября 1943 года — на фронтах Великой Отечественной войны. Принимал участие в боях на 1-м и 4-м Украинских фронтах. Летал на штурмовике «Ил-2», производил штурмовки и разведки войск противника. Участвовал в освобождении Украинской ССР, боях в предгорьях Карпат, освобождении Чехословакии.
К концу декабря 1944 года лейтенант Александр Ермаков был штурманом эскадрильи 525-го штурмового авиаполка 227-й штурмовой авиадивизии 8-го штурмового авиационного корпуса 8-й воздушной армии 4-го Украинского фронта. К тому времени он совершил 137 боевых вылетов, в общей сложности уничтожив 17 танков, 115 автомашин, 8 артиллерийских орудий, 4 артиллерийских батареи, 3 складов, 40 железнодорожных вагонов, 35 повозок, 15 орудий ПВО, 360 солдат и офицеров. 17 апреля 1945 года Ермаков в воздушном бою был сбит и погиб. Похоронен в районе польского города Рыбник.
Указом Президиума Верховного Совета СССР от 29 июня 1945 года за «образцовое выполнение боевых заданий командования на фронте борьбы с немецкими захватчиками и проявленные при этом мужество и героизм» лейтенант Александр Ермаков посмертно был удостоен высокого звания Героя Советского Союза. Также был награждён орденом Ленина, тремя орденами Красного Знамени, орденами Отечественной войны 1-й степени и Красной Звезды.